# Apamea nada
Apamea nada är en fjärilsart som beskrevs av Embrik Strand 1921. Apamea nada ingår i släktet Apamea och familjen nattflyn. Inga underarter finns listade i Catalogue of Life.